# Richmond Arquette
Richmond Arquette (ur. 21 sierpnia 1963 w Nowym Jorku) – amerykański aktor filmowy i telewizyjny.

## Życiorys
Urodził się jako najstarszy syn i drugie z pięciorga dzieci Brendy „Mardi” Nowak, Żydówki polskiego pochodzenia, hipiski, poetki i aktywistki politycznej, i aktora Lewisa Arquette. Jego rodzeństwo to Rosanna, Patricia, Alexis i David.
Zadebiutował na ekranie w wieku trzydziestu lat w czarnej komedii Paula Mazursky'ego Zabójstwo w blasku księżyca (Kill the Moonlight, 1993) jako przyjaciel Sandry. Grywał potem drobne role przeważnie w niezależnych produkcjach. Pojawił się w roli kuriera w dreszczowcu Siedem (Se7en, 1995) z Bradem Pittem, z którym spotkał się ponownie na planie dramatu sensacyjnego Podziemny krąg (Fight Club, 1999]), gdzie wystąpił w roli lekarza. W thrillerze Krzyk 3 (Scream 3, 2000) pojawił się jako student. W 2006 wystąpił w filmie brata, Davida, zatytułowanym Rzeź (The Tripper).

## Filmografia

### Filmy
- 1993: Ogóras (The Pickle) jako chłopak na farmie
- 1993: Zabójstwo w blasku księżyca (Kill the Moonlight) jako przyjaciel Sandry
- 1995: Siedem (Se7en) jako Kurier
- 1995: Drive Baby Drive jako Alan
- 1996: Pocałunek i mowa (Kiss & Tell) jako detektyw Bob Starr
- 1997: Bezpieczny interes (Life During Wartime) jako Andrew Hudler
- 1997: Dziewczyna gangstera (The Girl Gets Moe) jako Lizard
- 1997: Chłód wokół serca (Cold Around the Heart) jako człowiek zakładający gaz
- 1997: Pół sen pół ryba (Dream with the Fishes) jako Szeryf
- 1997: Gridlock'd jako lekarz w rezydencji
- 1997: Wyczerpanie (Overdrive) jako Harding
- 1997: Do Me a Favor jako strażnik
- 1998: Ostatni telefon (The Last Call)
- 1998: Uczta (The Treat) jako Christopher
- 1998: Desert Blue jako kierowca ciężarówki
- 1999: Podziemny krąg (Fight Club) jako lekarz
- 1999: Skok (The Heist) jako Moe
- 1999: Sugar Town jako Rick
- 1999: Cudowny urlop (The Lovely Leave)
- 2000: Złota filiżanka (The Gold Cup) jako Hank
- 2000: Krzyk 3 (Scream 3) jako Student
- 2000: $pent jako Jay
- 2000: Powtarzanie w kółko (Spin Cycle) jako Jaybird / Sójka
- 2001: Tweeked jako gwałciciel w Cadillacu
- 2001: See Jane Run
- 2002: Sen nocy letniej (A Midsummer Night's Rave) jako Oficer 4
- 2002: Mesmerist (The Mesmerist) jako koroner 2
- 2004: Iluzja (Illusion) jako Mortimer
- 2005: Wielka pustka (The Big Empty) jako ginekolog
- 2005: Nienawidzę cię (I Hate You)
- 2006: Rzeź (The Tripper) jako deputowany Cooper
- 2006: Błogość (The Bliss) jako Robert
- 2006: Tripper (The Tripper) jako Zastępca Cooper
- 2006: Darwin nagradzany (The Darwin Awards) jako Pan Pearlman
- 2006: Hookers Inc. jako John
- 2006: Diabelskie wnętrze (The Devil Inside)
- 2007: Halloween jako deputowany Charles
- 2007: Wednesday Again jako Wag
- 2007: 12 Fl OZ jako Jack Jordan
- 2007: Zodiak (Zodiac) jako Zodiac 1 & 2
- 2008: Moja dziewczyna wychodzi za mąż (Made of Honor) jako Gary
- 2009: Endless Bummer jako Harry Winston
- 2010: The Devil Inside
- 2011: Rift jako Oficer Kelly
- 2011: Stanley DeBrock jako wuj Peebo
- 2012: Wyjść na prostą (Smashed) jako Arlo
- 2014: The Big Bad City jako detektyw Smitty

### Filmy TV
- 1994: Nigdzie nie da się ukryć (Nowhere to Hide)
- 1994: Dziewczyny w więzieniu (Girls in Prison) jako detektyw Dan Campion
- 1997: Nie zdradzaj tajemnic (Tell Me No Secrets) jako Douglas Phillips
- 1998: Legion jako Koosman

### Seriale TV
- 1996: Ich pięcioro (Party of Five) jako sprzedawca
- 1999: Safe Harbor
- 2001: Nagi patrol (Son of the Beach) jako M.C.
- 2007: Dirt jako Colin De Quisto
- 2007: Detektyw Monk (Monk) jako Lawson
- 2009: Magia kłamstwa (Lie to Me) jako Trent